# سليمان فقيه
سليمان عبد القادر فقيه ( 1932 - 2014 في مكة المكرمة ) طبيب ورجل أعمال سعودي. يعتبر أحد رواد الطب في المملكة حيث كان أول سعودي ينال شهادة البكالوريوس و شهادة الدبلوم في الأمراض الباطنية. أسس مستشفى الدكتور سليمان فقيه في مدينة جدة عام 1978 لتغدو أحد أشهر المستشفيات الرائدة في العالم العربي.

## النشأة
ولد الدكتور سليمان في مكة المكرمة عام 1932 في حي السليمانية وهو نفس العام الذي تم فيه تأسيس الدولة و إطلاق اسمها الحالي المملكة العربية السعودية بعد أن كانت مملكة الحجاز ونجد، تلقى التعليم العام في مكة المكرمة إلى أن وصل إلى الثانوية وتخرج من مدرسة تحضير البعثات عام 1948 والتي كانت تؤهل خريجيها إلى الالتحاق ببعثة خارجية إلى مصر لدراسة الطب و الهندسة، أستطاع أن يحصل على بكالوريس في الطب من كلية قصر العيني ثم تحصل منها على درجة الامتياز 1957، و بعدها تخرج من جامعة عين شمس 1960 ليصبح أول سعودي ينال شهادة البكالوريوس و شهادة الدبلوم في الأمراض الباطنية، رجع بعدها إلى مسقط رأسه مكة المكرمة وأفتتح عيادته الخاصة 1961، ثم أصبح مديرا لـ مستشفى أجياد المركزي وبعدها مديرا لـ مستشفى الولادة بمكة المكرمة ثم تدرج ليصبح نائب مدير عام الشؤون الصحية بمكة المكرمة وبعدها ليصبح مدير عام الشؤون الصحية بالمنطقة الغربية.

## إنشاء مستشفى سليمان فقيه
عام 1978 قرر إنشاء مستشفى الدكتور سليمان فقيه الواقع في شارع فلسطين بحي الحمراء بمدينة جدة و المجاور للقنصلية الأمريكية، وبدأ العمل فيها كمديرها العام و الإداري و الفني حيث كان يشرف بنفسه على مستوى الخدمة ويطمئن على مرضاه ويحرص على التواجد في جميع جنبات المستشفى. في عام 1987 بتشريف من فهد بن عبد العزيز آل سعود رحمه الله وتم افتتاح التوسعة الأولى لمستشفى الدكتور سليمان فقيه، وشمل التوسيع افتتاح مراكز مثل جراحات القلب المفتوح و جراحات المخ والأعصاب و علاج أمراض الكلى ومراكز العقم والخصوبة. ثم التوسعة الثانية وكانت عام 1999 بتشريف من عبد الله بن عبد العزيز آل سعود وفيها تم إنشاء مبنى جديد ملاصق للسابق اشتمل على عيادات الأطفال وعيادات الأطفال حديثي الولادة و جراحات التجميل ومراكز تحسين الصحة ومراكز اللياقة البدنية. في عام 1995 تم عزل مختبر الفيروسات، لأول مرة في المملكة العربية السعودية، ومختبر فيروسات الدنك وفيروس الحمى النزفيه، وفي عام 1996 تم إقامة مختبرا جديدا للفيروسية المصفرة بالإضافة إلى الاكتشافات التي كان لها دورا فعالا في الوقاية من انتشار الأمراض في المنطقة الشرقية للمملكة.

## إنجازات مُستشفى سليمان فقيه
- يعد مستشفى الدكتور سليمان فقيه رائدا في مجال زراعة الأعضاء بما في ذلك زراعة الكلى والنخاع الشوكي و زراعة الكبد وعمليات زراعة القلب. ويعد مركز المستشفى لجراحات القلب المفتوح من أعلى المراكز التي تستقبل أعلى عدد من العمليات على مستوى القطاع الخاص في المملكة العربية السعودية.

- يعد مستشفى الدكتور سليمان فقيه أول مستشفى خاص في المنطقة الغربية في المملكة العربية السعودية، وحصل على الاعتماد من قبل اللجنة الدولية المشتركة ( جا سى اى ) في عام 2001 وعام 2009 وعام 2012. وقد تم اعتمادها أيضا من قبل المجلس الأسترالي لمعدلات الرعاية الصحية العالمية ( اه سى اتش اى ) وذلك في عام 2008 و2012. وفي الوقت الحاضر يعد مستشفى الدكتور سليمان فقيه واحدا من المستشفيات المميزة في الشرق الأوسط ويقوم بزيارتها ما يزيد عن 500,000 مريض كل عام ويعد أيضا أول مستشفى يقوم بنشر تقرير المسؤولية الاجتماعية للشركات في قطاع الرعاية الصحية في منطقة الشرق الأوسط في عام 2008 .

- في عام 2011 تم قبول تقرير المسؤولية الاجتماعية للشركات من قبل مستشفى الدكتور سليمان فقيه في عام 2011 بالإضافة إلى أنه تم تصنيفه بالمستوى (ا) بناء على إرشادات وتوجيهات مبادرة الإبلاغ العالمية. وبناء على ذلك الفعل فإن مستشفى الدكتور سليمان فقيه يعد أول مؤسسة أو منظمة في المملكة العربية السعودية وكذلك أول مستشفى في قطاع الرعاية الصحية في الشرق الأوسط وإفريقيا ويعد أيضا أحد المستشفيات العالمية القليلة التي حققت هذا المستوى في التقرير المدون عنها.

## وفاته
توفي في مدينة جدة 10-سبتمبر-2014 عن عمر يناهز 82 عامًا وتم دفنه في مقبرة المعلاة بـمكة بعد أن أُقيمت الصلاة عليه في المسجد الحرام.

## وصلات خارجية
- موقع مستشفى الدكتور سليمان فقيه.
- قناة مستشفى الدكتور سليمان فقيه على اليوتيوب.
- صفحة مستشفى الدكتور سليمان فقيه على الإنترنت.
- حساب مستشفى الدكتور سليمان فقيه على إنستجرام.